# Danger Crue Records
Danger Crue Records (デンジャークルー・レコード) est un label indépendant japonais de rock créé en juillet 1981 et basé à Tokyo. 

## Histoire
Danger Crue est à l'origine le label du quartier général de Danger Crue, tous deux fondés en 1981. Selon le batteur de D'erlanger, Tetsu, Danger Crue a été fondé pour le groupe de heavy metal 44 Magnum. La première sortie de Danger Crue est l'album Insane de Reaction en juillet 1985. En avril 2000, le bureau change de nom pour devenir le Maverick D.C. Group, mais il continue à gérer le label Danger Crue Records.
En 2002, Maverick D.C. organise un concert pour célébrer le 20e anniversaire de Danger Crue, qui devient un événement annuel de fin d'année sous le nom de Jack in the Box depuis 2007, dérivé du surnom du président de Maverick D.C., Masahiro Oishi. Le 27 décembre 2021, Jack in the Box célèbre le 40e anniversaire de Danger Crue au Nippon budōkan,.

## Groupes et artistes
- 44 Magnum
- Acid android
- Alsdead
- Blaze
- Bug
- Creature Creature
- D.I.D.
- D'erlanger (1989)
- Dead End
- Der Zibet
- Die in Cries
- DIV
- Earthshaker
- Girugämesh
- Grand Slam
- Heaven's
- Kameleo
- Ken
- L'Arc-en-Ciel (1992-1993)
- Lions Heads
- Mucc (jusqu'en 2003)
- Naniwa Exp
- Optic Nerve
- Ra:IN
- Reaction
- Roach
- Sid (2003-2008)
- Solid
- Sons of All Pussys
- UNiTE
- Velvet Spider
- Zoro